# Alf (Fluss)
Die Alf (auch: „Alfbach“) ist ein knapp 52 km langer, orographisch linker Nebenfluss der Mosel in der Eifel.

## Name
Der Name wird 1406 erstmals erwähnt (uff der Alben). Er leitet sich vom keltischen Flussnamen *Albā Weißwasser ab.

## Geographie

### Verlauf
Die Alf entspringt etwa 1 km nordöstlich von Hörscheid in der Vulkaneifel. Von ihrer Quelle auf 549 m ü. NHN aus fließt die Alf zunächst in südliche Richtung. Die erste Ortschaft an ihrem Weg ist Darscheid, an dessen östlichem Ortsrand sie vorbeifließt. Die nächsten, direkt an ihrem Lauf liegenden Orte sind Gillenfeld und Strohn. An ihrem Oberlauf bis Strohn fließt die Alf lange in einem breiten und breit aufgeschotterten Tal, dem von nahe Steiningen an bis etwas vor dem ebenfalls außerhalb der Talmulde liegenden Udler kurz die Autobahn A 48 und dann länger die Autobahn A 1 folgt sowie etwas später am Gewerbegebiet von Mehren einsetzend und bei Gillenfeld endend der Maare-Mosel-Radweg, der dort die Trasse der ehemaligen Eisenbahnstrecke von Wittlich nach Daun nutzt.
Im folgenden, weiterhin südwärts ziehenden Mittellauf-Abschnitt bis Bausendorf ist der Lauf der Alf recht windungsreich und stärker in die Eifelhöhen eingetieft; dort stehen allenfalls Mühlen am Fluss.
War bis Bausendorf die Flussrichtung vorwiegend südlich, so wendet sie sich dort in Richtung Osten und durchfließt die südlich des Kondelwalds gelegenen Orte Kinderbeuern und Bengel. Rund 3,5 km abwärts von Bengel schwenkt sie abrupt nach Norden, denn der Höhenzug mit dem Reiler Hals versperrt den weiteren Weg nach Osten zur nur 500 m entfernten Mosel. Nachdem die Alf von Nordwesten her den Üßbach aufgenommen hat, ihren mit Abstand größten Zufluss, dessen Teileinzugsgebiet das ihrige bis dorthin sogar übertrifft, bricht sie sich ostwärts einen weniger als drei Kilometer langen Restweg durch die Moselberge und mündet dann in Alf im Landkreis Cochem-Zell von links und auf 92 m ü. NHN in die Mosel.
Nach einem 52 km langen Lauf mit durchschnittlichem Sohlgefälle von 8,8 ‰ mündet die Alf 459 Höhenmeter unterhalb ihrer Quelle.

### Zuflüsse
Von der Quelle zur Mündung. Auswahl.
- (Graben aus dem Acker) (rechts), 0,1 km und über 0,1 km², 509 m ü. NHN
- Birkenhofbach (rechts), 0,6 km und 0,2 km², östlich von Birkenhof, 497 m ü. NHN
- (Graben)  (rechts), 0,1 km, deutlich unter 0,1 km², östlich von Birkenhof, 495 m ü. NHN
- Sonnenhofbach  (rechts), 0,4 km, 0,17 km², östlich von Sonnenhof
- (Bach aus den Feuchtwiesen) (links) vor Darscheid auf 483 m ü. NHN, 0,7 km und 0,33 km²
- Sauerbach (links) bei Darscheid auf 469 m ü. NHN, 2,0 km und 1,44 km²
- Irlenbach  (rechts) hinter Darscheid auf 460 m ü. NHN, 1,0 km und 0,66 km²
- Hirtelbach oder Irlener Wiesenbach (rechts) auf 456 m ü. NHN, 0,7 km und 0,32 km²
- (Bach von den Teichen) (links) auf 454 m ü. NHN, 0,4 km und 0,66 km²
- Helkenbach oder Schromener Bach   (rechts) auf 451 m ü. NHN, 0,8 km und 0,41 km²
- (Wiesengraben) (rechts) auf 447 m ü. NHN, über 0,1 km und unter 0,06 km²
- Fichtenwaldgraben oder Bärchenbach[4]  (rechts) auf 443 m ü. NHN, 0,9 km und 0,35 km²
- Kehlbach (links) auf 432 m ü. NHN bei Steiningen, 1,0 km und 1,69 km²
- Kirchgraben (links) auf 430 m ü. NHN bei Steiningen, über 0,2 km und über 0,34 km²
- Taufenbach oder Dauner Forstbach (rechts) auf 422 m ü. NHN bei Steiningen, 1,8 km und 2,08 km²
- Feuchtwiesenbach (links) auf 422 m ü. NHN bei Steineberg, 0,8 km und unter 0,26 km²
- Schronsbach oder Steineberger Bach[5]  (links) auf 418 m ü. NHN, 1,3 km und 1,06 km²
- (Bach aus dem Staatsforst) (links) nahe dem Kirchheimer Hof von Mehren auf 414 m ü. NHN, 0,9 km und 1,6 km²
- Pfaffenbach oder Weierbach (rechts) am Gewerbegebiet von Mehren auf 412 m ü. NHN, 2,7 km und 2,23 km²
- Schalkenmehrener Bach[6] oder Bach vom Weinfelder Hof oder Steinbach oder (am Oberlauf) Lützelbach (rechts) nahe der Mehrener Mühle auf 406 m ü. NHN, 3,2 km[7] und 4,68 km²; entwässert (unterirdisch?) das Schalkenmehrener Maar
- Rasbach oder Bach vom Bintener Hof (rechts) nahe dem Bintener Hof von Schalkenmehren auf 405 m ü. NHN, 1,9 km und 1,34 km²
- Hansbüschbach (rechts) gegenüber dem Rastplatz Schalkenmehren auf 405 m ü. NHN, 0,9 km und 0,19 km²
- Königsbrühl (rechts) nahe dem Naturschutzgebiet Sangweiher auf 401 m ü. NHN, 2,8 km und 3,33 km²
- (Bach am Berghof) (rechts) nahe Udler auf 399 m ü. NHN, 2,4 km und 1,61 km²
- Udler Bach (rechts) nahe Udler auf 398 m ü. NHN, 1,5 km und 1,78 km²
- Mürmesbach oder Mürmesgraben (links) nahe dem Weierhof von Saxler auf 397 m ü. NHN, 2,8 km und 1,85 km²
- Tannengraben (rechts) auf 395 m ü. NHN, über 0,1 km und 0,57 km²
- Gerader Graben (links) kurz vor Gillenfeld auf 595 m ü. NHN, über 0,1 km und über 0,44 km²
- (Graben) (rechts) nahe dem ehemaligen Bahnhof am Ortsanfang von Gillenfeld auf 393 m ü. NHN, 0,3 km und 0,6 km²
- Laubach (links), in Gillenfeld auf 392 m ü. NHN, 4,1 km und 3,8 km²
- (Wiesengraben) (rechts) am Ortsende von Gillenfeld auf 393 m ü. NHN, 0,7 km und 0,38 km²
- Gillenfelder Bach (links) am Ortsende von Gillenfeld auf 392 m ü. NHN, 0,6 km und 0,65 km²
- Kurzer Graben (rechts), nach Gillenfeld auf 391 m ü. NHN, unter 0,1 km und deutlich unter 0,1 km²
- Horstbergbach (rechts), auf 390 m ü. NHN, 0,5 km und unter 0,4 km²
- Straßengraben (links), nahe Gillenfeld-Andreashof auf 390 m ü. NHN, 0,2 km und 0,6 km²
- Wiesenbach (rechts), auf 390 m ü. NHN, über 0,3 km und 0,5 km²
- Macherbach oder Erlenfloß (links), nahe Gillenfeld-Erlenhof auf 390 m ü. NHN, 2,2 km und 2,6 km²; entwässert (unterirdisch?) das Pulvermaar
- (Graben von der K 25) (links), auf 389 m ü. NHN, 0,2 km und 0,2 km²
- (Wiesengraben) (rechts), auf 388 m ü. NHN, unter 0,3 km und 0,3 km²
- Brunnengraben (links), gegenüber dem vorigen auf 388 m ü. NHN, über 0,1 km und unter 0,1 km²
- Mascheider Bach (links), am Ortseingang von Strohn auf 388 m ü. NHN, 0,9 km und 0,8 km²
- Strohner Bach (rechts), in Strohn auf 388 m ü. NHN, 0,9 km und 0,6 km²
- Buchholzer Bach (links), gegen Ortsende von Strohn am Hügel Körperich auf 387 m ü. NHN, 1,2 km und 1,3 km²
- Römmelbach (rechts), unterhalb von Strohn nach dem Naturdenkmal Durchbruchstal auf 356 m ü. NHN, 0,9 km und 0,8 km²
- Braunebach (rechts), vor dem Wehr der Sprinker Mühle auf 335 m ü. NHN, 1,1 km und 1,2 km²
- Diefenbach oder Tiefenbach (links), bei Mückeln-Sprinker Mühle auf 330 m ü. NHN, 3,9 km und 5,0 km²
- Mückelnbach (rechts), nach der Sprinker Mühle auf 323 m ü. NHN, 1,4 km und 1,3 km²
- Apfelbach (links), vor Oberscheidweiler-Oberscheidweilermühle auf 319 m ü. NHN, ca. 0,6 km und ca. 0,6 km²
- Geisenbach (links), gegenüber der Oberscheidweilermühle auf 312 m ü. NHN, ca. 0,7 km und ca. 0,5 km²
- (Bach zur Oberscheidweiler Mühle) (rechts), nach der Oberscheidweilermühle als deren Mühlkanal auf 310 m ü. NHN, 0,8 km und 1,0 km²
- Oberscheidweiler Bach (rechts), nach der Oberscheidweilermühle auf 304 m ü. NHN, 1,4 km und 1,0 km²
- Holzbach (links), auf 303 m ü. NHN, 1,0 km und 1,3 km²
- Geresbach (links), im Gewann Im Sauert von Hontheim auf 302 m ü. NHN, ca. 0,7 km und ca. 0,6 km²
- Wendelbach (links), im Gewann Bei Fleckmühle von Hontheim auf 299 m ü. NHN, ca. 0,7 km und ca. 0,6 km²
- Niederscheidweiler Bach (rechts), nahe Niederscheidweiler auf 269 m ü. NHN, 0,8 km und 1,0 km²
- Kringhoferbach oder Hontweiler Bach (links), auf 243 m ü. NHN, 2,1 km und 1,4 km²
- Essenbergbach (links), auf 224 m ü. NHN, 1,0 km und 0,5 km²
- Salzbach (links), nahe Hontheim-Wispelt auf 223 m ü. NHN, 1,8 km und 1,7 km²
- Sammetbach (rechts), nahe dem Steinbruch auf dem Schämerich auf 208 m ü. NHN, 17,3 km und 32,9 km²
Die Alf ist bis zu diesem Zufluss 30,4 km lang und hat bis dort ein 81,1 km² großes Einzugsgebiet.
- Demichbach, am Oberlauf Schaufelsbach (rechts), nahe Diefenbach auf 204 m ü. NHN, 3,7 km und 3,4 km²
- (Bach zwischen Treineseifen und Hemmerichskopf) (links), auf 204 m ü. NHN, ca. 0,8 km und ca. 0,4 km²
- (Bach am Hemmerichskopf) (links), auf 202 m ü. NHN, 1,0 km und 0,3 km²
- Elterbach (rechts), kurz vor und gegenüber Bausendorf-Kraulsmühle auf 198 m ü. NHN, 1,0 km und 1,0 km²
- Hoegbach (rechts), vor Bausendorf-Heinzerather Mühle in den dortigen rechten Teilungsarm auf 196 m ü. NHN, 0,6 km und 0,9 km²
- Olkenbach (links), bei Bausendorf-Olkenbach auf 184 m ü. NHN, 3,1 km und 2,2 km²
- Ewesbach (links), in Kinderbeuern auf 160 m ü. NHN, 4,5 km und 3,2 km²
- Warbach oder Linnebach (rechts), nach Kinderbeuern auf 150 m ü. NHN, 2,6 km und 1,6 km²
- Kammerbach (links), zwischen Kinderbeuern und Bengel auf 149 m ü. NHN, 3,0 km und 2,1 km²
- Elfetergraben (links), vor Bengel auf 147 m ü. NHN, ca. 1,0 km und ca. 0,5 km². Unbeständig.
- Ilbach (rechts), bei Bengel auf 142 m ü. NHN, 1,7 km und 2,9 km²
- Erbach (rechts), in Bengel auf 142 m ü. NHN, 1,8 km und 1,4 km²
- Füllersbach (links), in Bengel auf 142 m ü. NHN, 5,3 km und 4,9 km²
- → (Abgang des Springiersbacher Mühlgrabens) (nach links), in Bengel auf 142 m ü. NHN
- Siefen oder Horstbach (rechts), in Bengel auf 140 m ü. NHN, ca. 1,3 km und ca. 0,5 km²
- ← (Rücklauf des Springiersbacher Mühlgrabens) (von links), bei Bengel-Springiersbacher Mühle auf 135 m ü. NHN, 1,6 km und 0,8 km²
- Scherbach  (rechts), kurz nach dem vorigen auf 135 m ü. NHN, 2,3 km und 3,1 km²
- Springiersbach  (links), gegenüber dem vorigen auf 135 m ü. NHN, 4,5 km und 3,9 km²
- → (Abgang des Mühlgrabens der Hammermühle) (nach rechts), kurz nach den vorigen beiden auf 132 m ü. NHN
- Udelsbach (links), gegenüber Reil-Hammermühle auf 126 m ü. NHN, 3,3 km und 2,6 km²
- ← (Rücklauf des Mühlgrabens der Hammermühle) (von rechts), bei der Hammermühle, 1,1 km und 0,5 km². Ein rechter Arm des Mühlgrabens mündet erst etwa 0,3 km weiter abwärts.
- Hageberger Bach oder Falleschbach (rechts), wenig vor der Flussschleife am Reiler Hals auf 122 m ü. NHN, 1,6 km und 0,7 km²
- Saalsbach  (links), gegenüber dem Kockertchen auf 117 m ü. NHN, 3,5 km und 3,6 km²
- (Bach von der Kaiserherberge) (links), zwischen Alf-Höllenthal und Alf-Fabrik auf 108 m ü. NHN, 1,0 km und 0,6 km²
- Üßbach  (links), bei Alf-Fabrik auf 100 m ü. NHN, 48,7 km und 184,9 km²
Die Alf ist bis zu diesem Zufluss 49,5 km lang und hat bis dort ein 170,3 km² großes Einzugsgebiet.

## Nachweise
1. 1 2 3  Kartendienst des Landschaftsinformationssystems der Naturschutzverwaltung Rheinland-Pfalz (LANIS-Karte) (Hinweise)
2. 1 2  GeoExplorer der Wasserwirtschaftsverwaltung Rheinland-Pfalz (Hinweise) (Abfrage am 15. November 2010)
3. ↑   Albrecht Greule: Deutsches Gewässernamenbuch. Walter de Gruyter GmbH & Co. KG, Berlin/Boston 2014, ISBN 978-3-11-057891-1 „Alf“, Seite 31.
4. ↑  Nach Flurnamen
5. ↑  Bei manchen rechter Zufluss des Schronsbachs
6. ↑  Wird von manchen als Zufluss des Bachs vom Weinfelderhof angesehen
7. ↑  Länge des Strangs Bach vom Weinfelder Hof→Schalkenmehrener Bach